# Салтнес, Ульрик
Ульрик Салтнес (норв. Ulrik Saltnes; род. 10 ноября 1992, Брённёйсунн, Нурланн) — норвежский футболист, полузащитник клуба «Будё-Глимт».

## Клубная карьера
Салтнес — воспитанник клуба «Брённёйсунн». В 2009 году он дебютировал за основной состав. В 2011 году Салтнес перешёл в «Будё-Глимт». 15 апреля 2012 года в матче против «Алта» он дебютировал в Первом дивизионе Норвегии. 14 октября в поединке против «Сарпсборг 08» Ульрик забил свой первый гол за «Будё-Глимт». В 2014 году Салтнес помог клубу выйти в элиту. 16 мая в матче против «Бранна» он дебютировал в Типпелиге. В 2020 и 2021 годах Ульрик дважды стал чемпионом Норвегии. В 2021 году в розыгрыше Лиги конференций в матчах против украинской «Зари» и итальянской «Ромы» он забил по голу.

## Достижения
Клубные
«Будё-Глимт»
- Чемпион Норвегии (3): 2020, 2021, 2023
- Финалист Кубка Норвегии: 2021/22
- Победитель ОБОС-лиги (2): 2013, 2017